# Vorstellung meiner Hände
Vorstellung meiner Hände (Föreställning av mina händer ) är en postumt utgiven samling tidiga dikter från 1959-1963 av den tyske poeten Rolf Dieter Brinkmann (1940-1975).

## Bakgrund
2005 såldes bokens manus till universitetsbiblioteket i Brinkmanns födelsestad Vechta av en person vid namn Peter Hackmann († 2010). Denne var en gammal studiekamrat till författaren och hade även delat lägenhet med honom över 40 år tidigare. I sitt efterord betecknar Maleen Brinkmann texterna som ett "fynd".

## Innehåll
Boken består av totalt 57 texter i två diktmanus, noggrant förberedda för publicering av den unge Rolf Dieter Brinkmann. De uppstod under den tid då han bodde först i Essen och därefter som nyinflyttad i Köln. Enbart några få varianter av vissa dikter har tidigare varit publicerade i tidskrifter åren 1960-61. 
Det första manuset bär titeln Don Quichotte auf dem Lande  och är skrivet 1959-1961 i Essen. Här finns en längre poetisk uppmaning till just Cervantes riddare, liksom referenser till tidiga hjältar som Chagall, Jacques Prévert, Jean Cocteau, Paul Klee, Thelonius Monk m. fl. En dikt heter poesi nittonhundrasextio och börjar:
| ” | är en blind konung utan rike är ett glömt språk mellan fågel och fisk är en gammal barnsko och utgången | „ |

Det andra manuset har givit namn åt hela boken, Vorstellung meiner Hände, där referenser till Céline och Luis Buñuel blandas med fantasifulla vändningar och en sinnlig varseblivning.
Boken avslutas med en essä om "en poets inkubationstid" av Michael Töteberg.